# Deeds of Flesh
Deeds of Flesh é uma banda de brutal death metal dos Estados Unidos, formada em 1993, na cidade de Los Osos.

## Discografia[1]

### Álbuns
- Gradually Melted EP, (1995)
- Trading Pieces, (1996)
- Inbreeding the Anthropophagi, (1998)
- Path of the Weakening, (1999)
- Mark of the Legion, (2001)
- Reduced to Ashes, (2003)
- Crown of Souls, (2005)
- Of What's To Come (2008)
- Portals To Canaan (2013)